# Unión Democrática Española
Unión Democrática Española fue una organización española de oposición al franquismo del exilio fundada en México en febrero de 1942 por iniciativa del Partido Comunista de España en la que se integraron los socialistas «negrinistas» y los republicanos que apoyaban a Juan Negrín, al que reconocían como presidente del gobierno de la Segunda República Española en el exilio.

## Historia
La invasión de la Unión Soviética por la Alemania nazi iniciada el 22 de junio de 1941 dio un vuelco a la línea política mantenida por la Komintern y por el PCE desde la firma del pacto germano-soviético en agosto de 1939. La Segunda Guerra Mundial dejó de ser considerada una «guerra imperialista» en la que el pueblo español no debía intervenir para pasar a convertirse en una guerra de agresión de los nazis para «liquidar, uno a uno, a todos los países libres», entre los que los comunistas incluían a la Unión Soviética, «para conseguir sus anhelos de hegemonía en el mundo», tal como se explicaba en un artículo publicado en Nuestra Bandera con el significativo título de «Hagamos de toda España un gran frente contra Franco y contra Hitler». En consecuencia el PCE propuso el 1 de agosto de 1941 la formación de una «Unión Nacional de todos los españoles contra Franco, los invasores italo-germanos y los traidores. Contra la participación de España en la guerra que Hitler hace a la URSS, Inglaterra y sus aliados y en apoyo de estas potencias y de todos los pueblos que luchan contra el fascismo. Por la independencia y la soberanía nacionales de España. Por el restablecimiento de la legalidad constitucional». La «Unión nacional» aglutinaría a todos los españoles sin distinciones, «sean estos socialistas, republicanos, anarquistas, nacionalistas catalanes, vascos y gallegos; católicos, masones, ugestistas, cenetistas, [a] todos los hombres espíritu liberal; [a] los militares patriotas del ejército, la marina y la aviación; [a] la intelectualidad…», por lo que el llamamiento no sólo iba dirigido a la izquierda, excluidos los que «han procedido siempre como agentes descarados fascistas» (en referencia a los que habían apoyado el golpe de Casado), sino también a los militares monárquicos y a todos los elementos conservadores que quisieran apartarse de la política franquista.
El primer fruto de esta política fue la Unión Democrática Española (UDE), constituida en México en febrero de 1942, el mismo día en que se cumplía el sexto aniversario de la victoria electoral del Frente Popular, e integrada por el PCE y los sectores «negrinistas» del PSOE y la UGT, de Izquierda Republicana (IR) y la Unión Republicana (UR) —agrupados en la Unidad Republicana Española—, el Partido Republicano Federal (PRF) y la Unió de Rabassaires. La presidencia de la UDE la ocupó Antonio Velao (IR) y Elfidio Alonso Rodríguez (UR) actuó como portavoz. La UDE consiguió el apoyo de algunos intelectuales como José Bergamín, Pablo Neruda o Anna Seghers, y el manifiesto que hizo público en julio de 1942 fue apoyado por Julio Álvarez del Vayo, último ministro de Asuntos Exteriores de la República.
Por su parte los comunistas catalanes del PSUC formaron en mayo su propia UDE con el nombre de Aliança Nacional de Catalunya (ANC), en la que participaron los libertarios Juan García Oliver y Aurelio Fernández Sánchez —mientras que el Movimiento Libertario no participó en la UDE— y Josep Calvet, secretario general de la Unió de Rabassaires. La ANC acordó reconocer al president de la Generalitat en el exilio Josep Irla, como la más alta autoridad constitucional catalana.
Pero en septiembre de 1942 el PCE dio un nuevo giro a su política al hacer público un manifiesto, que fue difundido por Radio España Independiente que el año anterior había iniciado sus emisiones desde la URSS, en el que ya no se mencionaba ni el gobierno de Juan Negrín ni la Constitución de 1931 y en su lugar se proponía la celebración de «elecciones democráticas» para constituir una «asamblea constituyente que elabore la carta constitucional que garantice la libertad, la independencia y la prosperidad de España». Como ha señalado Harmut Heine, la nueva política comunista «significaba no sólo el abandono de la Constitución republicana y del gobierno Negrín —por segunda vez en menos de tres años— sino que el PCE había decidido prescindir de la forma republicana del Estado Español como sine qua non de su política». Este nuevo viraje, prosigue Heine, respondía a la política de Stalin de considerar a la península ibérica «como parte indiscutible de la esfera de influencia de Occidente o, mejor dicho, de Inglaterra», y ello a pesar de «las repercusiones nefastas que el nuevo viraje iba a producir para la unidad del campo antifranquista». Juan Negrín, que en un histórico discurso pronunciado el 18 de julio de 1942 en Londres había confirmado que se seguía considerando como el presidente del gobierno republicano, respondió rompiendo con los comunistas, lo mismo que los republicanos refugiados en Gran Bretaña. Un síntoma de la descomposición de la UDE fue que en noviembre de 1942 dejó de publicarse su órgano de prensa UDE, y en febrero del año siguiente se disolvió.
Sin embargo, los socialistas y los republicanos «negrinistas» no rompieron completamente sus vínculos con el PCE. Así cuando el 20 de noviembre de 1943 se proclamó el nacimiento de la Junta Española de Liberación, integrada por los socialistas «priestistas» y los republicanos «antinegrinistas» de la Acción Republicana Española, la Unión Democrática Española reapareció haciendo público un manifiesto el 25 de noviembre titulado «Contra el pacto divisionista», que iba firmado por los socialistas «negrinistas» Ramón Lamoneda, Ramón González Peña y José Rodríguez Vega; por el comunista del PSUC Joan Comorera y por los republicanos Luis Fernánez Clérigo, Antonio Velao, Juan Perea Capulino y Luis Cordero Bell.